# Giovanni Battista Bassi

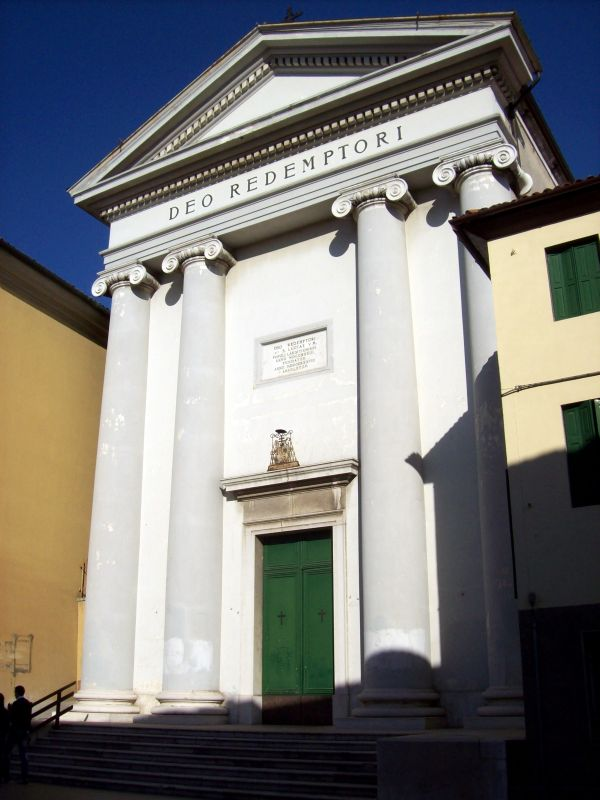
Chiesa del Redentore a Udine, con la sua facciata volutamente "liscia" e le quattro semicolonne ioniche senza scanalature e con funzione puramente scenografica (1833-1839).

Giovanni Battista Bassi (Pordenone, 3 giugno 1792 – Moruzzo, 19 maggio 1879) è stato un architetto, matematico e meteorologo italiano.

## Biografia
Studente prima a Treviso e poi a Padova, abitò sin da giovane a Udine e, in seguito, almeno durante l'estate, anche nel paese montano di Paularo. Fu uno di quegli intellettuali dell'ambiente friulano decisamente caratterizzati dallo spirito enciclopedico tipico dell'età illuminista. Fu infatti architetto, insegnante, letterato, matematico, meteorologo, protettore di giovani artisti (come Antonio Fabris o Filippo Giuseppini) e pittore egli stesso ed ebbe costanti relazioni con i gruppi culturalmente più evoluti ed influenti del suo tempo nonché rapporti personali d'amicizia con personaggi come il nobile podestà di Udine Francesco di Toppo, il linguista Jacopo Pirona, il patriota e poeta Francesco Dall'Ongaro, il meteorologo Gerolamo Venerio.
In qualità di architetto fu apprendista presso lo studio di Valentino Presani (1788-1861), il maggior architetto neoclassico friulano, di cui portò a compimento dopo la morte il Cimitero monumentale di San Vito in Udine. Dal 1821 al 1846 fu professore di matematica e di disegno architettonico alle Reali Scuole Inferiori di Udine, dove ebbe fama di docente amato dagli allievi e "amabilissimo" con i colleghi benché gravato da una malformazione agli arti inferiori che lo rendeva zoppo e deforme e che cercava di mascherare con un'eleganza fin troppo ostentata. In campo meteorologico fu allievo, collaboratore e amico di Gerolamo Venerio (1778-1843), che a Udine aveva allestito uno dei primi osservatori meteorologici europei e di cui nel 1844 lesse l'elogio funebre all'Accademia di Udine; ne curò pure la pubblicazione postuma delle Osservazioni meteorologiche.
Concluse la propria esistenza in povertà e in solitudine, «spogliato del mio patrimonio, quasi dimenticato dai miei parenti ricchi e munto dai poveri», nel piccolo paese di Santa Maria del Gruagno sulle colline friulane, dove si era ritirato a vivere nel 1858.

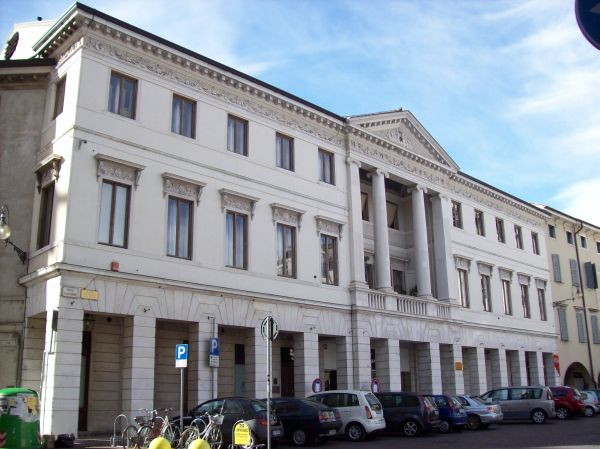
La facciata del Palazzo Antivari Kechler (1833), in piazza XX Settembre a Udine.

## Opere maggiori
Tra le sue opere architettoniche più significative figurano i progetti per la facciata tripartita e la celebre "colonna dorica" che costituisce il singolare campanile della chiesa parrocchiale di San Giorgio a Pordenone (1852), la ristrutturazione del seminario di Portogruaro (1835-1845), il completamento della facciata del Duomo di Aviano (1832), la facciata della chiesa del Redentore in puro stile neoclassico a Udine (1833-1839) e numerose altre chiese come quelle di Chiusaforte, di Raccolana e la parrocchiale dei Santi Vito, Modesto e Crescenzia martiri a Paularo (il pronao neoclassico, 1850).
Realizzò anche palazzi, giardini, caseggiati - ad esempio Palazzo Giacomelli, Palazzo Antivari Kechler (1833) e Palazzo Micoli-Toscano a Udine, il porticato dorico di Villa Policreti nonché il palazzo Bassi in piazza Duomo (1844) ad Aviano, Casa Micoli-Toscano a Mione di Ovaro (1836), detta "palazzo delle cento finestre" e, in friulano, il Palaç - e vari teatri ad Aviano (il teatro della Società, 1844, sempre in piazza Duomo), Palmanova (1841-1843) e nella sua città natale (il teatro o auditorium Concordia), dove probabilmente progettò anche la stazione ferroviaria (1855).
«Di certo la più straordinaria ideazione del Bassi rimase un semplice sogno di carta, perché il progetto che prevedeva la costruzione del Nuovo Teatro di Udine - dettagliatamente descritto - non venne mai realizzato. Concepito in un'area urbanisticamente da riqualificare (l'attuale piazza XX Settembre), l'architetto immaginava di unire al teatro due gallerie coperte da spioventi in ferro e vetro dove sistemare due file di negozi una di fronte all'altra. All'area si sarebbe dovuto accedere attraverso un portico per carrozze e due ingressi per pedoni; così articolato e completato da un ordine di colonne ioniche, il teatro si sarebbe inserito e collegato al tessuto urbano della città, mentre l’interno si sarebbe sviluppato con locali di rappresentanza: vestibolo, atrio, bottega del caffè. La sala prevedeva quattro ordini di logge e centoventiquattro palchi oltre alla galleria, al loggione e a 250 posti in platea. Un teatro ancora una volta all'insegna della straordinaria modernità, ma un progetto ancora una volta rimasto solo sulla carta. I moti del ’48 prima, le difficoltà economiche poi e forse una certa esigenza tradizionalista spinsero la società del teatro di Udine ad affidare l'incarico all'emergente e appena trentenne Andrea Scala; il sogno di Bassi rimase sogno, paradigma di una vita costellata da progetti impossibili, votati alla irrealizzazione e purtroppo alla dimenticanza. Mentre Scala costruiva un teatro comodo ed elegante, Bassi continuava a immaginare una struttura capace di differenziarsi dall'accademicità, capace di conglobarsi all'urbanistica di Udine, precedendo di gran lunga e di gran tempo le teorie architettoniche del ‘900 e votandosi, proprio per questo pregio, alla dimenticanza.»

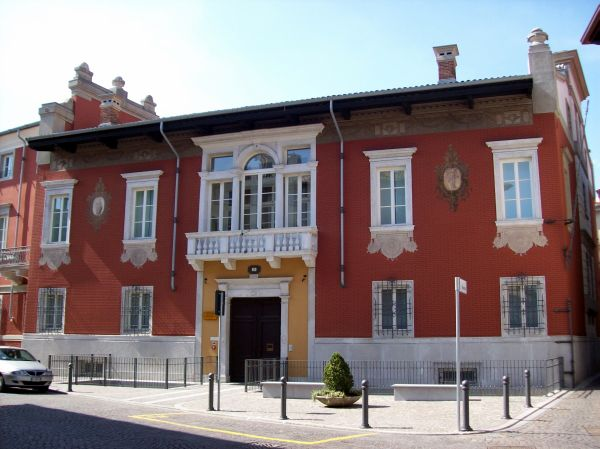
Palazzo Giacomelli a Udine, attuale sede del Museo etnografico del Friuli.

Importante inoltre il complesso lavoro di natura ingegneristica legato all'ideazione di un grande canale navigabile che unisse Udine al mare (1829); il maestoso progetto visse per decenni solo sulla carta e si tramutò infine (1876) nel ben più modesto Canale Ledra, o Ledra-Tagliamento, comunque utile e prezioso perché, attraversando le aride campagne friulane, le rifornisce d'acqua.

## Riconoscimenti
Il comune di Udine gli ha intitolato una via cittadina.
Anche il comune di Paularo, dove il Bassi aveva acquistato una piccola tenuta e dove fu pure consigliere comunale, ha dedicato alla sua memoria sia una via che percorre l'intera frazione di Casaso sia la scuola primaria.

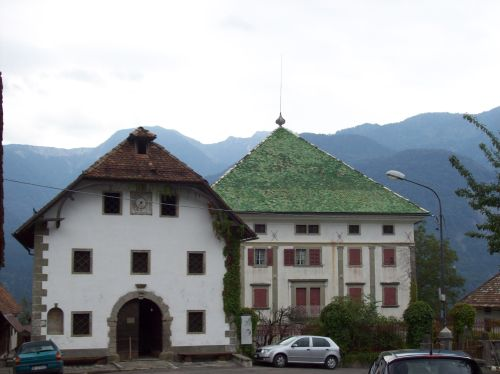
Casa Micoli-Toscano con il caratteristico tetto verde e, accanto, il secentesco fienile (detto lo "stavolo" o stalòn), a Mione di Ovaro.